# Positive Interdependenz
Der Begriff Positive Interdependenz (englisch positive interdependence) geht auf den US-Sozialpsychologen Elliot Aronson (* 9. Januar 1932) zurück, der 1978 dieses Prinzip mit seinen Mitarbeitern aufstellte. 
Es handelt sich hierbei um einen Ausbau seines Konzepts der Strukturierung kooperativen Lernens, das vornehmlich zum Abbau von Vorurteilen und der gemeinsamen Wissensgenerierung dienen soll. 
Positive Interdependenz ist dann gegeben, wenn Personen in positiver Weise aufeinander angewiesen sind, um ihre Ziele zu verwirklichen. Am konkreten Beispiel einer Lernsituation wäre dies mit einer Gruppenarbeit vergleichbar, in der jeder Lernende ein Glied der gesamten Wissenskette bildet. Dadurch ist ein persönliches Engagement jedes Einzelnen gefordert und treibt den Erfolg der Gruppe voran. Eine sinngemäße Redewendung wäre dafür z. B. „Einer für alle, alle für Einen!“. Zwingend notwendig ist hierbei das Bewusstsein der Schüler für eine zwangsläufige Koppelung ihrer Erkenntnisse mit der Gruppe, um ihr persönliches, themenbezogen erworbenes Wissen in den Gesamtbeitrag erfolgreich einfließen zu lassen.

## Begriffserklärung
Der Begriff der Positiven Interdependenz lässt sich herleiten aus dem lateinischen dependere „abhängig sein“ und der Bedeutung von inter im Sinne von „unter-/miteinander“. Das Voranstellen des Positiven sagt aus, dass der Vorgang innerhalb der Lerngruppe in Abhängigkeit vom allgemeinen Erfolg Aller steht und nicht auf Einzelkämpfer-Basis beruht. Somit ist die Aussage „von-/untereinander abhängig sein“ sehr treffend und einleuchtend notwendig für eine ergänzende Zusammenarbeit in der Gruppe.

## Beispiel: Gruppenpuzzle
Die Positive Interdependenz lässt sich gut anhand der Methode des Gruppenpuzzles verdeutlichen: Es ist eine der Methoden der kooperativen Gruppenarbeit und funktioniert aufgrund der sogenannten individuellen Verantwortlichkeit (positive Interdependenz). Die Vorbereitung einer solchen Unterrichtsform beginnt mit der Zergliederung des Lernstoffes in Teilgebiete, die anschließend an gebildete Expertengruppen vergeben werden. Diese arbeiten ihre Lernziele heraus, um sie anschließend in einer neuen Gruppenkonstellation, zusammengesetzt aus einem Experten jeder Gruppe, den anderen zu präsentieren. Der Sinn dabei ist, jeden Schüler den gesamten Lernstoff in sich aufnehmen zu lassen, ohne Experte auf jedem Gebiet gewesen zu sein. Diese Form schult die Gemeinschaft und wirkt sich positiv auf die Eigenverantwortlichkeit aus. 

## Verstärker
Die Abhängigkeit der einzelnen Gruppenmitglieder voneinander ist essenziell für das Entstehen einer Positiven Interdependenz. Eine Möglichkeit, dies zu erreichen, ist die gemeinsame Zielsetzung. Wichtig hierbei ist die Ahnung davon, dass sich ein jeder für die Gruppe gleichermaßen zielgerichtet einsetzen muss, um „das Team“ ganzheitlich zum Erfolg zu bringen.
Dabei wächst die positive Interdependenz mit zunehmender persönlicher Verantwortlichkeit der jeweiligen Gruppenmitglieder. Mit dem Bewusstsein über die eigene Verantwortung entsteht eine gemeinsame Identität, in der die erzielten Resultate geteilt werden. Dies wiederum bestärkt die positive Interdependenz unter den Gruppenmitgliedern.